# 劉信 (羹頡侯)
劉 信（りゅう しん、生没年不詳）は、前漢の初代皇帝である劉邦の兄の劉伯の長子。劉太公・劉媼夫妻の孫で、劉喜・劉邦・劉交の甥にあたる。

## 経歴
劉邦が沛で亭長をしていた時期の或る日、劉邦が実家に友人を大勢連れて来たが、嫂（劉信の母）は、手に持っていた鍋の底をガリガリ（頡）と聞こえよがしに擦って、何も出さなかった。後で、劉邦がこの鍋の中を見ると羹が残っていたと言う。
劉邦が楚漢戦争で項羽を破り皇帝となると、一族功臣に爵位や領地を与えたが劉伯の遺児である劉信だけには何の音沙汰も無かった。これを不憫に思った劉太公が劉邦に彼のことを口添えした。すると、劉邦は、「お父上に申されなくとも、私はそのくらいのことはわかっておりますよ。でも、あの子の母親（前述の嫂）は長者ではないので、爵位も領地も与えたい気持ちがしないのです」と、答えたと言う。この様な経緯で高祖劉邦に嫌われていた劉伯の遺児劉信は劉邦の軍に従軍し、韓王信との戦いの際には郎中将となり、のちには劉太公の度重なる口添えが功を奏したか、紀元前200年に劉信にも爵位が与えられたが、その称号は「羹頡侯」（かんかつこう）。羹頡は、羹の入った鍋を擦るの意味であり、かつて劉伯の妻が劉邦に対してした行為を、露骨にあてこすっていた。
紀元前187年（高后呂雉元年）、劉信は罪を問われ関内侯に降格された。